# Интернациональные бригады (организация)
Интернациональные бригады (фр. Brigades internationales) — французская леворадикальная антифашистская организация маоистского толка, созданная в 1974 г. бывшими членами Пролетарской левой. Вела вооружённую борьбу против представителей франкистского режима во Франции и своё название взяла от интернациональных бригад участвовавших в гражданской войне в Испании. Стали ядром созданной в 1977 г. Новой армии за народную автономию.